# Machine Shop Recordings

Machine Shop Recordings — американський лейбл звукозапису, заснований учасниками групи Linkin Park Бредом Делсоном і Майком Шинодой. Спочатку
лейбл був відомий як «The Shinoda Imprint», названий на честь Майка Шиноди, але був перейменований в 2002 році, коли інші члени «Linkin Park» стали більш залученими в проєкт. Майк Шинода і Бред Делсон управляють лейблом як продюсери та підписані на нього як артисти.

## Артисти лейбла

### Артисти, частково підписані на лейбл
- Linkin Park (з 2001)
- Dean DeLeo (з 2005)
- No Consequence (з 2009)
- LNDN (з 2011)
- Ryan Giles (з 2013)
- Beta State (з 2013)

### Артисти, що раніше випускалися на лейблі
- Fort Minor (Проєкт заморожений) (2005—2006)
- Styles of Beyond (2005—2007)
- Скайлар Грей (2005—2009)
- Simplistic (2002—2012)
- The Rosewood Fall (Вже не існує) (2006)
- No Warning (2003—2005)

## Замороження проєкту
Майк Шинода заявив у своєму блозі, що з січня 2009 року діяльність Machine Shop
Recordings буде припинена через розбіжності між лейблом і компанією-
засновником Warner Bros.  23 травня 2010 Шинода заявив, що ймовірний новий реліз і імовірно він вийде у Великій Британії.